# Захараш Юрій Михайлович
Ю́рій Миха́йлович Захара́ш — професор, доктор медичних наук, лауреат Державної премії України в галузі науки і техніки (2004).

## З життєпису
2000 року захистив кандидатську роботу в Київській медичній академії післядипломної освіти імені П. Л. Шупика.
2008 року захистив дисертацію доктора медичних наук.
Працює в Національному медичному університеті імені акад. О. О. Богомольця.
Лауреат Державної премії України 2004 року — за розробку та впровадження в клінічну практику хірургічних методів електрозварювання живих, м'яких тканин; разом з О. М. Івановою, В. В. Лебедєвим, О. В. Лебедєвим, А. В. Макаровим, М. Ю. Ничитайлом, Б. Є. Патоном, С. Є. Подпрятовим, Ю. О. Фурмановим.
Серед патентів: «Спосіб діагностики та лікування хворих з поєднаною нейрогенною патологією гіпотонічного сечового міхура та дистального відділу товстої кишки», 2018, співавтори Возіанов Сергій Олександрович, Захараш Михайло Петрович, Севастьянова Наталія Анатоліївна, Угаров Володимир Юрійович, Чабанов Павло Вікторович.